# Decalogo 8
Decalogo 8 è l'ottavo dei dieci mediometraggi realizzati dal regista Krzysztof Kieślowski per la TV ed ispirati ai dieci comandamenti.

## Trama
(Ottavo comandamento)
Durante una lezione universitaria, la professoressa Zofia accetta che partecipi Elżbieta, una giornalista che viene dall'America. Le donne già si conoscono per aver lavorato insieme, quindi Zofia accetta di buon grado.
Durante la lezione, che verte sull'etica, Elżbieta prende la parola e chiede di raccontare una storia che merita di essere analizzata dal punto di vista etico. Racconta un fatto avvenuto a Varsavia nel 1943, quando due giovani cattolici, marito e moglie, che già avevano aiutato numerosi ebrei, si offrono di far da padrini di battesimo per una bambina ebrea di sei anni, che, per poter essere ospitata presso un'altra famiglia della città, necessitava di un formale certificato di battesimo. All'ultimo momento però, la giovane coppia si rifiuta di fornire l'aiuto promesso, adducendo come motivazione il non poter mentire di fronte a Dio.
Mentre Elżbieta racconta la storia, la professoressa Zofia si turba sempre più. Le due donne si guardano in modo intenso e, dopo la lezione, Zofia raggiunge la giornalista: la maschera è caduta, Zofia ha capito che Elżbieta era la bambina a cui anni prima negò aiuto.
Le due donne passano la serata insieme, e Zofia rivela ad Elżbieta che la storia della "falsa testimonianza" era solo una scusa: la famiglia che avrebbe dovuto accogliere la bambina collaborava con la Gestapo e loro avrebbero messo a rischio l'organizzazione clandestina di cui facevano parte. In realtà, si seppe poi, era una notizia falsa, ma ormai il danno era stato fatto.
Elżbieta non porta rancore alla donna, vuole solo conoscerla e chiarirsi con lei. Inoltre, tramite Zofia, riesce a rintracciare l'uomo che all'epoca le diede speranza di salvezza. Ora è un sarto, che però, probabilmente troppo provato dagli avvenimenti di quegli anni, si rifiuta di parlare con la donna di nulla che abbia a che vedere con la guerra.

## Riferimenti ad altri film della serie
All'inizio del film, Zofia incontra nel condominio un collezionista di francobolli, che sarà il padre dei protagonisti del Decalogo 10.
Durante una lezione, Zofia interroga una studentessa, la quale racconta una storia per illustrare un problema etico: in realtà racconta la trama del Decalogo 2.
Il "testimone silenzioso" del Decalogo, interpretato da Artur Barciś, stavolta ricopre il ruolo di uno studente della classe di Zofia.
Come negli altri episodi, si ripresente il tema del liquido, sebbene in modo meno esplicito: nel suo racconto d'infanzia, Elżbieta non riesce a finire il tè che le era stato offerto; molti anni più tardi ne condividerà una tazza con Zofia, che la ospita in casa sua, dove le piace tenere dei fiori freschi (che implicano un ricambio d'acqua nel vaso). Inoltre, durante la corsetta mattutina, Zofia incontra un contorsionista, dalla notevole flessibilità e "fluidità" articolare. 